# Seis días de Aarhus
Los Seis días de Aarhus fue una carrera de ciclismo en pista, de la modalidad de seis días, que se disputó en Aarhus (Dinamarca). Su primera edición data de 1954 y duró hasta 1961.

## Palmarés
| Año        | Ganadores                           | Segundos                              | Terceros                               |
| ---------- | ----------------------------------- | ------------------------------------- | -------------------------------------- |
| 1954 (feb) | Georges Senfftleben Roger Godeau    | Jean Roth Walter Bucher               | Oscar Plattner Arie Van Vliet          |
| 1954 (nov) | Alfred Strom Sydney Patterson       | Kay Werner Nielsen Evan Klamer        | Heinz Zoll Herbert Weinrich            |
| 1955       | Kay Werner Nielsen Evan Klamer      | Heinz Zoll Herbert Weinrich           | Pierre Iacoponelli Ferdinando Terruzzi |
| 1956       | Jean Roth Walter Bucher             | Dominique Forlini Georges Senfftleben | Kay Werner Nielsen Keld Leveau         |
| 1957       | Oscar Plattner Fritz Pfenninger     | Kay Werner Nielsen Evan Klamer        | Ferdinando Terruzzi Herbert Weinrich   |
| 1958       | Kay Werner Nielsen Palle Lykke      | Jean Roth Fritz Pfenninger            | Ferdinando Terruzzi Knud Linge         |
| 1959       | Ferdinando Terruzzi Knud Linge      | Kay Werner Nielsen Palle Lykke        | Jean Roth Fritz Pfenninger             |
| 1960       | Rik Van Steenbergen Emile Severeyns | Kay Werner Nielsen Palle Lykke        | Bendy Pedersen Hans-Edmund Andresen    |
| 1961       | Kay Werner Nielsen Palle Lykke      | Oscar Plattner Klaus Bugdahl          | Rik Van Steenbergen Emile Severeyns    |